# Вук Бранкович (деспот)
Вук Бранкович (серб. Вук Бранковић), также известный как Вук Гргуревич (серб. Вук Гргуревић) и Дракон Огненный Волк (серб. Змај Огњени Вук; ?—16 апреля 1485) — первый сербский деспот в Среме, сын Гргура Бранковича и внук деспота Сербии Георгия Бранковича и его жены Амелины Бранковичей.

## Биография
В молодости Вук поддерживал турок-османов, которые должны были помочь его отцу стать деспотом Сербии после смерти Георгия Бранковича. Однако его отец Гргур был ослеплён по приказу султана Мурада II и больше не претендовал на сербский трон.
К середине XV в. ситуация на Балканах резко изменилось. В 1422 году Османская империя захватила Видинское царство, а в 1459 году пал Сербский деспотат, все это вызвало серьезные волнения в Венгрии, так как падение Сербии и Видина означало прямой выход турок-османов к территориям Венгрии. В 1465 году на дипломатических переговорах в Белграде Вук Бранкович перешёл на службу к венгерскому королю Матьяшу Корвину. Король назначил его командиром сербских отрядов в Среме. В составе венгерской армии отряды Вука Бранковича воевали против чехов, поляков и австрийцев. За героизм в сражениях он получил прозвище «Огненный дракон» и приобрел популярность среди местного сербского населения, он стал героем народного эпоса.

## Деспот Срема
В 1471 году венгерский король Матьяш I на территории Срема возродил Сербскую деспотовину с признанием деспотами вассалитета. В этом же году король даровал Вуку Бранковичу титул деспота. Начался так называемый период «венгерской эмиграции». Сербские деспоты в Среме должны были поддерживать Венгрию в войнах и платить дань. Вук Бранкович получил также обширные владения в современной Воеводине, населённые бежавшими со своей родины сербами. Согласно преданию, Бранкович основал монастырь Гргетег и церковь Святого Николая в Сланкамене.
В 1476 году первый деспот Срема провел успешный рейд против турок на Сребреницу и битвы у Шабаца и Смедерева. А в 1479 году Бранкович успешно провел наступление сербской кавалерией в бою у Куньермеза. В результате этих побед сербов и венгров турки на протяжении нескольких лет не решались атаковать венгерское приграничье и сербский Срем. В 1480 году Бранкович предпринял поход на Сараево. Спустя год деспот из окрестностей Крушеваца привел в Венгрию порядка 50 000 человек, которых расселил у Темишвара.
Был женат на Барбаре Франкопан. 16 апреля 1485 деспот Бранкович скончался.